# 1863 aux États-Unis
Pour des articles plus généraux, voir Chronologie des États-Unis et 1863.
Chronologie des États-Unis
- 1859
- 1860
- 1861
- 1862
- 1863
- 1864
- 1865
- 1866
- 1867

Cette page concerne des événements d'actualité qui se sont produits durant l'année 1863 du calendrier grégorien aux États-Unis.

Les passages soulignés sont les batailles majeures de la guerre de Sécession.

## Gouvernement
- Président : Abraham Lincoln Républicain
- Vice-président : Hannibal Hamlin Républicain
- Secrétaire d'État : William Henry Seward
- Chambre des représentants - président : Galusha Aaron Grow Républicain jusqu'au 4 mars, puis Schuyler Colfax Républicain à partir du 7 décembre

## Événements

### Janvier
- 1er janvier : Lincoln signe la Proclamation d'émancipation : Les esclaves des États qui continuent à se battre contre l’Union sont affranchis. L’armée de l’Union s’ouvre aux Noirs.
  - Le président initie le programme de Reconstruction des États confédérés. Il nomme des gouvernements dans les régions libérés par l'armée de l'Union, visant à assurer rapidement le rétablissement de l'unité du pays. Les droits des noirs américains sont garantis et renforcés par ces gouvernements, avec l'appui de l'armée américaine. Malgré l'important soutien des Républicains, le programme s'achèvera en 1877 avec un bilan très mitigé (abolition de l'esclavage mais vote de lois ségrégationnistes dans le Sud, restreignant fortement les nouveaux droits des Noirs américains).
- 31 décembre 1862 - 2 janvier 1863 :  :  . Près de Murfreesboro (Tennessee), au sud de Nashville, l'Armée du Tennessee veut stopper l'avance de l'Union, qui avance depuis Nashville plus avant en territoire sudiste et plus particulièrement en Géorgie où l'on trouve de nombreux arsenaux et d'importants nœuds de communications, vitaux pour les intérêts confédérés. La bataille se termine sur un statu quo.
- 2 janvier : après un combat incertain à Murfreesboro (Tennessee), les armées de l’Union  forcent les Confédérés à reculer sur Chattanooga.
- 8 janvier :  premier coup de pelle du premier chemin de fer transcontinental entre Sacramento (Californie) et Omaha (Nebraska).
- 9-11 janvier, campagne de Vicksburg : bataille de Fort Hindman. Capture de Fort Hindman par les Armées de l’Union dans le Comté d'Arkansas (Arkansas).
- 29 janvier : massacre de Bear River. Après la mort d’un colon, tué par un Indien de la tribu des Shoshones, le colonel Connor de l'Armée de l’Union, attaque de nuit un camp de Shoshones, et tue ses 400 habitants, hommes, femmes et enfants.

### Février

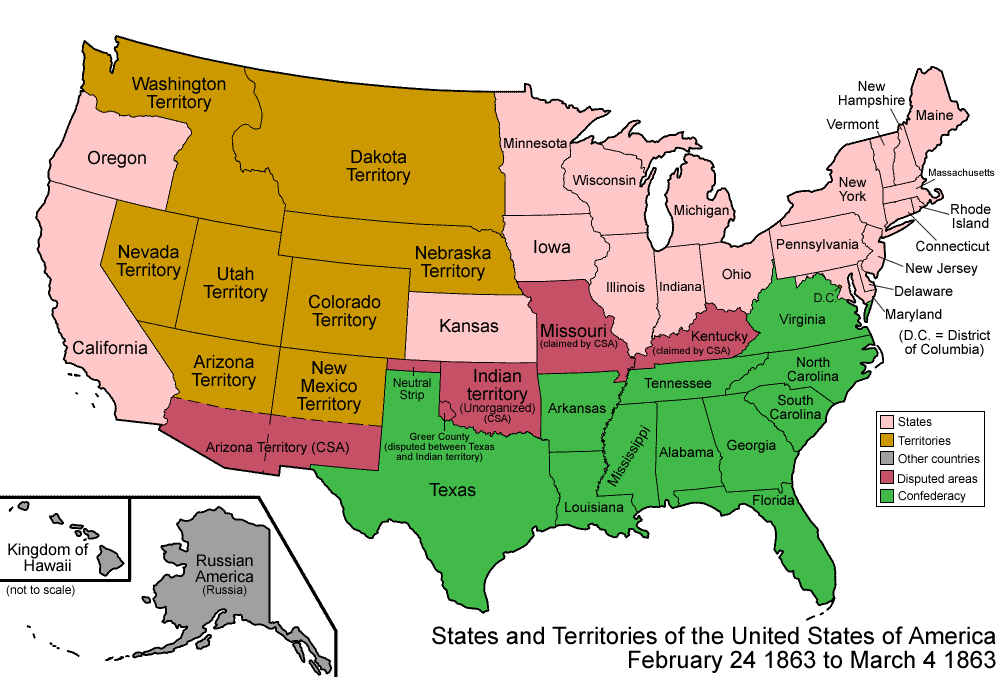
24 février - 4 mars 1863

- 3 février, campagne de Tullahoma : victoire de l'Union dans le Comté de Stewart (Tennessee) à la bataille de Dover. Cet échec confédéré laisse le contrôle du Tennessee aux mains de l'Union.
- 10 février : Charles Sherwood Stratton et Lavinia Warren se marient à New York ; Phineas Taylor Barnum fait payer un droit d'entrée.
- 16 février :  fondation de l'Université d'État du Kansas.
- 24 février : l'Union crée son propre Territoire de l'Arizona, le détachant du Territoire du Nouveau-Mexique ; les deux territoires correspondent alors à leur État équivalent actuel, plus une petite partie de l'actuel Nevada dans le cas du Territoire de l'Arizona[1].
- 25 février : le Congrès vote le National Bank Act, qui permet de lancer des emprunts fédéraux de guerre et d'établir un système bancaire national. Il autorise la création de banques nationales qui déposeraient un tiers de leur capital en bon du gouvernement, qui leur remet en échange des billets de banque ayant cours légal à concurrence de 90 %[2],[3].

### Mars

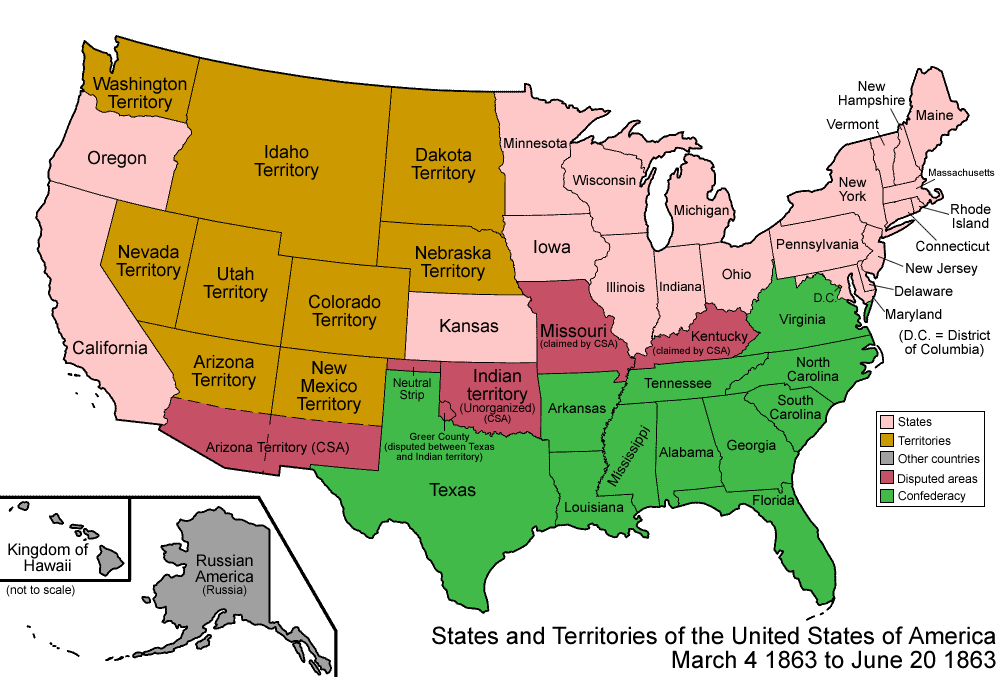
4 mars - 20 juin 1863

- 3 mars : loi sur la conscription dans le Nord. Elle permet d’échapper au service en payant la somme de 300 $ ou en s’offrant un substitut.
- 4 mars : le Territoire de l'Idaho est créé à partir de morceaux du Territoire de Washington, du Territoire du Dakota et du Territoire du Nebraska ; il s'étend sur les actuels Idaho, Montana et la majeure partie du Wyoming. Les territoires du Nebraska et de Washington recouvrent alors le territoire de leur État actuel équivalent[4].
- 5 mars, campagne de Tullahoma : victoire des Confédérés à la Bataille de Thompson's Station dans le comté de Williamson (Tennessee). L'influence de l'Union sur la partie centrale du Tennessee diminue pendant quelque temps.
- 13 mars : création du 54e régiment d'infanterie du Massachusetts. Ce régiment de l'Armée de l'Union était exclusivement composé de Noirs. Toutefois l'unité était dirigée par des officiers blancs.
- 20 mars :
  - Campagne de Tullahoma : victoire de l'Union à la bataille de Vaught's Hill dans le comté de Rutherford, dans le Tennessee. Les forces de l'Union continuent de renforcer doucement leur position sur la partie centrale du Tennessee.
  - Création du Freeport Rail road Company à Sacramento.
- 25 mars, campagne de Tullahoma : victoire des Confédérés à la bataille de Brentwood dans le comté de Williamson (Tennessee), la perte de Brentwood (Tennessee) et de la voie ferrée déstabilisent la logistique de l'armée de l'Union.

### Avril
- Émeutes du pain à Richmond (Virginie).
- 10 avril, campagne de Tullahoma : victoire de l'Union à la première bataille de Franklin dans le comté de Williamson (Tennessee).
- 27 avril-6 mai : victoire des Confédérés à la bataille de Chancellorsville dans le comté de Spotsylvania (Virginie), l'armée de Virginie du Nord moitié plus petite que l'armée du Potomac gagne le conflit en divisant les forces de l'ennemi.

### Mai

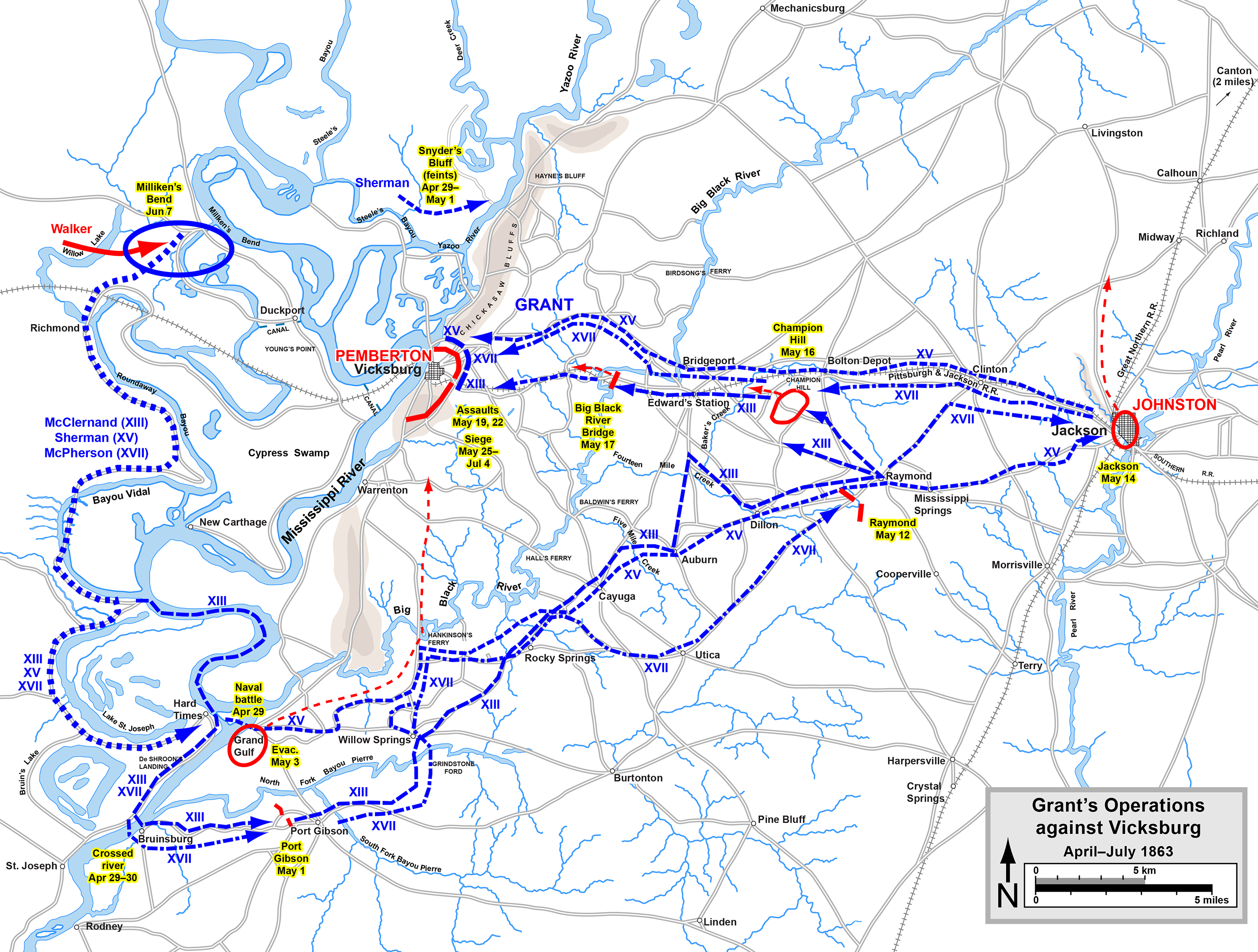
Campagne de Vicksburg : Carte des opérations de Grant contre Vicksburg.
Confédérés
Unionistes

- 14 mai, campagne de Vicksburg : bataille de Jackson. Après des échecs répétés devant Vicksburg (Mississippi), les Armées de l’Union  traversent le fleuve Mississippi, et vainquent les Confédérés à Jackson (Mississippi).
- 18 mai-4 juillet : siège de Vicksburg. Après avoir tenu pendant plus de quarante jours, la garnison des Confédérés se rend finalement le 4 juillet.

### Juin

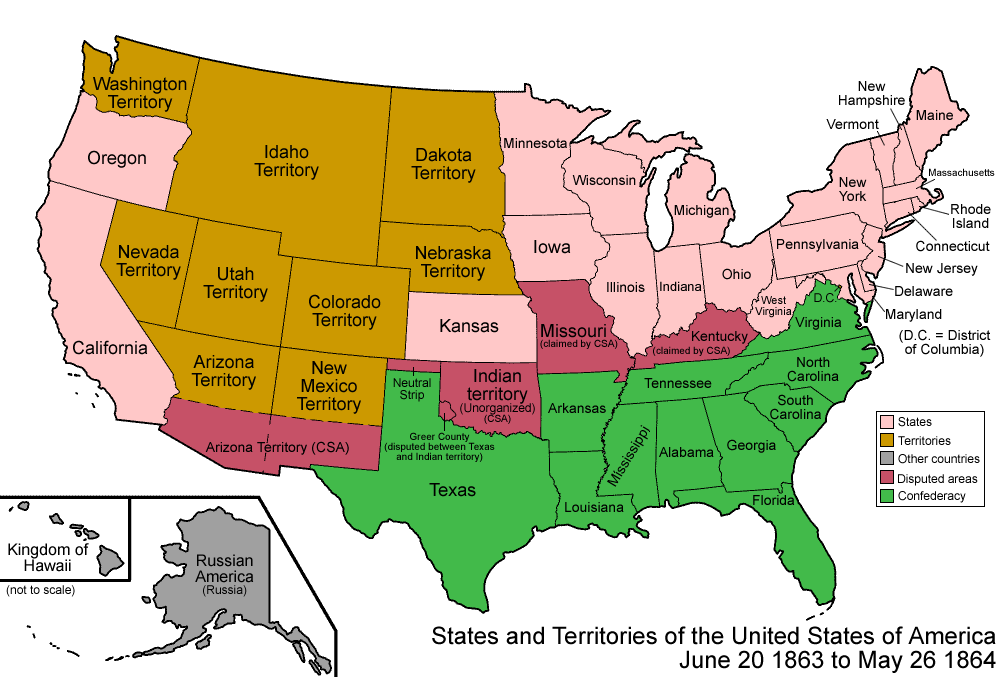
20 juin 1863 - 26 mai 1864

- 9 juin, campagne de Gettysburg : bataille de Brandy Station, l'un des plus importants combats de cavalerie de la guerre de Sécession.
- 11 juin-26 juillet : raid de Morgan. Incursion opérée par la cavalerie confédérée dans les États nordistes de l'Indiana et de l'Ohio.
- 20 juin : plusieurs comtés du Nord-Ouest de la Virginie et qui ne voulaient pas faire partie des États confédérés d'Amérique s'en séparent et sont admis comme 35e État, la Virginie-Occidentale.
- 24-26 juin, campagne de Tullahoma : victoire de l'Union à la bataille de Hoover's Gap dans le comté de Rutherford, dans le Tennessee. Les forces des Confédérés doivent se retirer vers la ville de Chattanooga.
- 27 juin : victoire des Confédérés à la bataille de Portland Harbor.

### Juillet
- été : Émeutes anti-conscription dans plusieurs villes du Sud.
- 1er-3 juillet, campagne de Gettysburg : les confédérés prennent la Pennsylvanie mais sont battus par Meade à la bataille de Gettysburg.
- 3 juillet : charge de Pickett.
- 4-5 juillet, campagne de Gettysburg : bataille de Monterey Pass. Victoire de l'Union dans les montagnes des South Mountain, dans le Maryland.
- 6-16 juillet, campagne de Gettysburg : bataille de Williamsport. Les sudistes ont perdu deux canons et un demi-millier de prisonniers. Mais l'armée a pu passer le Potomac. L'armée du Potomac a été incapable de stopper la retraite de l'Armée de Virginie du Nord. Mais les nordistes n'hésiteront pas à embellir la réalité en présentant la retraite sudiste comme une vraie déroute[5].
- 8 juillet, campagne de Gettysburg : bataille de Boonsboro. Alors que les Confédérés battent en retraite, les Sudistes arrivent à ralentir l'avance des Nordistes.
- 9 juillet, raid de Morgan : bataille de Corydon. Fin du siège de Port Hudson. Contrôle du fleuve Mississippi par l'Armée de l'Union.
- 10 juillet, campagne de Gettysburg : bataille de Funkstown. Alors que les Confédérés battent en retraite, les Sudistes arrivent à ralentir l'avance des Nordistes.
- 13 - 16 juillet : Draft Riots contre l'enrôlement à New York. Émeutes provoquées par la conscription dans les villes du Nord. Les Blancs pauvres s’en prennent aux Noirs qu’ils accusent d’être à l’origine de la guerre. À New York, les émeutiers attaquent le bureau de recrutement principal. Pendant trois jours, ils détruisent bâtiments, usines, tramways et domiciles des riches. Des Noirs sont assassinés. Les troupes de l’Union entrent dans la ville pour mettre fin aux émeutes qui ont fait 400 morts environ.
- 17 juillet, opérations pour commander le territoire indien : victoire de l'Union à la bataille de Honey Springs
- 23 juillet, campagne de Gettysburg : bataille de Manassas Gap. Les sudistes abandonnent leurs positions pour en occuper de nouvelles plus au sud. Ce qui fait que les nordistes peuvent occuper la ville de Front Royal (Virginia) dans le comté de Warren (Virginie) mais l'armée sudiste est hors d'atteinte[6].
- 30 juillet : traité de paix signé entre les États-Unis et les Shoshones dans le comté de Box Elder (Utah).

### Août
- Abolition de l'esclavage.

### Septembre
- Émeutes du pain à Mobile (Alabama).
- 1er septembre, opérations pour commander le territoire indien : victoire de l'Union à la bataille de Devil's Backbone dans le comté de Sebastian (Arkansas).
- 7-9 septembre, campagne de Knoxville : bataille de Cumberland Gap. Victoire de l'Union qui fait prisonnier 2 300 Confédérés et prend le contrôle du col de montagne Cumberland Gap, un lieu de passage stratégique dans les Appalaches.

- 14 septembre.  États-Unis – Californie :   première circulation d'un train sur la ligne alors en construction de San-Francisco à San-José (San Francisco & San Jose Rail road company).
- 10 et 11 septembre, campagne de Chickamauga : bataille de Davis' Cross Roads, dans le Nord-Ouest de la Géorgie. Les divisions de l'Union se retirent du champ de bataille avant d'être attaquées.
- 13 septembre : victoire de l'Union à la bataille de Culpeper Court House, dans le comté de Culpeper (Virginie).
- 18-20 septembre, campagne de Chickamauga : victoire des Confédérés à la bataille de Chickamauga dans le sud du Tennessee et le nord-ouest de la Géorgie. Après la bataille, les forces de l'Union se retirent à Chattanooga.
- 22 septembre, campagne de Knoxville : victoire de l'Union qui fait la conquête de Blountville (Tennessee).

### Octobre

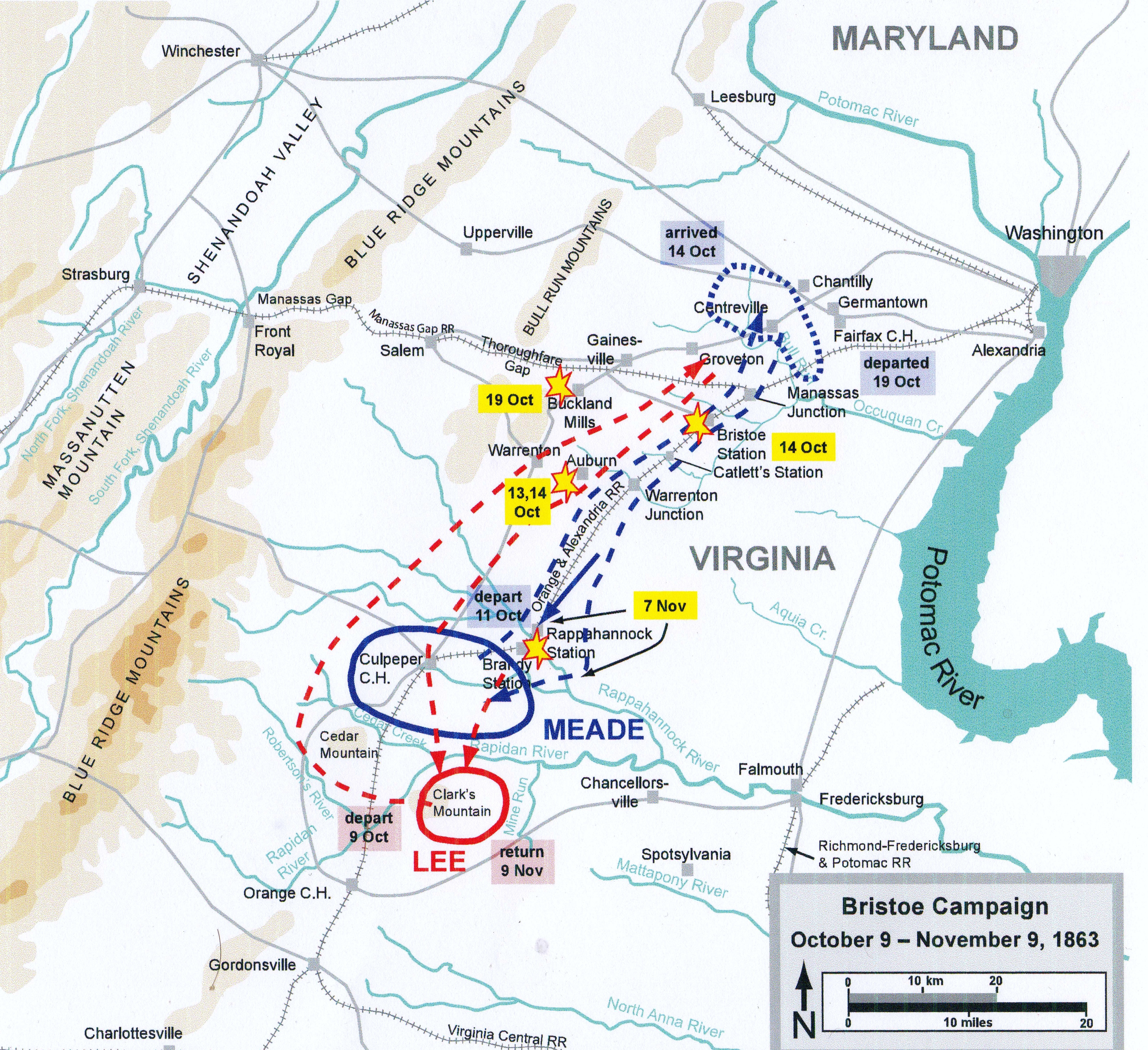
13 octobre-7 novembre : carte des opérations de la campagne de Bristoe

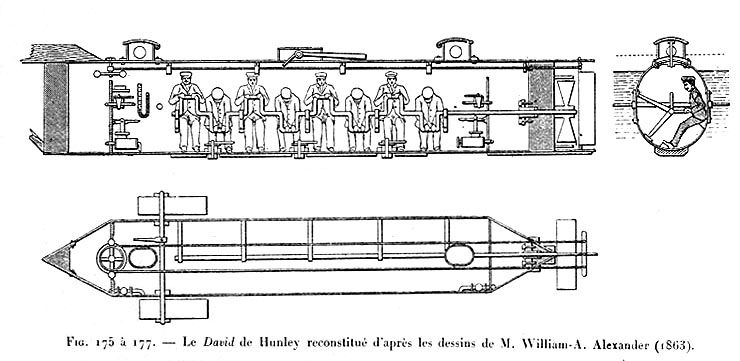
15 octobre : le CSS H. L. Hunley

- 3 octobre : le Président Abraham Lincoln, incité par une série d'éditoriaux écrits par Sarah Josepha Hale[7] proclame un jour national de Thanksgiving, qui soit célébré le dernier jeudi de novembre 1863. Depuis 1863, Thanksgiving a été observé chaque année aux États-Unis.
- 6 octobre : victoire des Confédérés à la bataille de Baxter Springs dans le comté de Cherokee (Kansas).
- 10 octobre, campagne de Knoxville : victoire de l'Union à la bataille de Blue Springs dans le comté de Greene (Tennessee).
- 13 octobre, campagne de Bristoe : première bataille d'Auburn, sans véritable vainqueur, dans le comté de Fauquier (Virginie).
- 14 octobre, campagne de Bristoe :
  - Seconde bataille d'Auburn, sans véritable vainqueur, dans le comté de Fauquier (Virginie).
  - victoire de l'Union à la bataille de Bristoe Station dans le comté de Prince William (Virginie).
- 15 octobre : le CSS H. L. Hunley, un sous-marin à propulsion humaine utilisé par la Confederate States Navy des États confédérés sombre.

- 17 octobre.  États-Unis – Californie :   ouverture de la section San-Francisco-Menlo Park de la ligne de San-Francisco à San Jose (San Francisco & San Jose Rail road company).
- 19 octobre, campagne de Bristoe : victoire des Confédérés à la bataille de Buckland Mills dans le Comté de Prince William (Virginie).

### Novembre

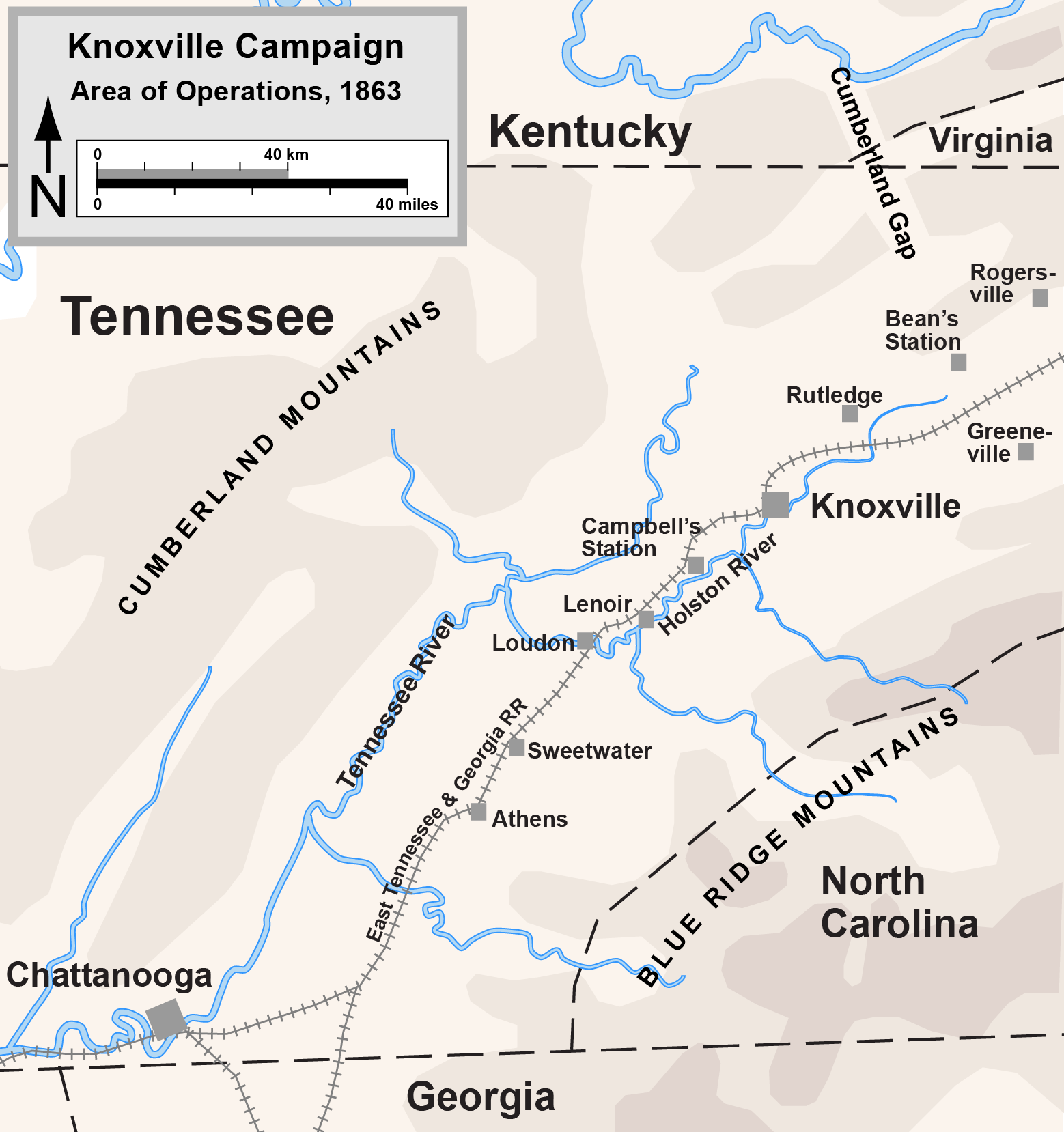
7 septembre-14 décembre : Aire de la campagne de Knoxville

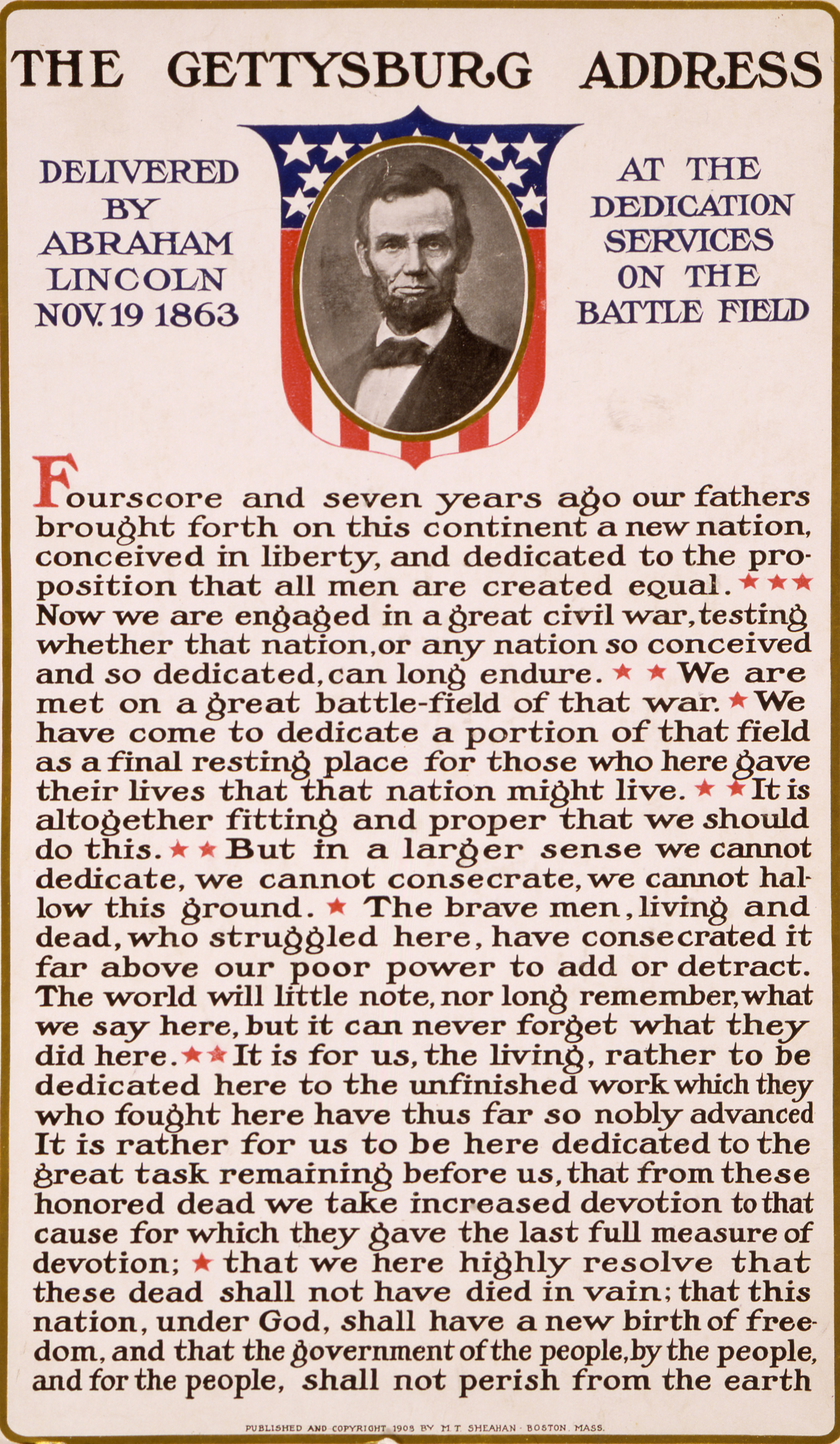
Gettysburg Address.
Texte de la version originale avec le portrait d'Abraham Lincoln.

- 7 novembre, campagne de Bristoe : victoire de l'Union à la seconde bataille de Rappahannock Station dans le comté de Culpeper et le comté de Fauquier (Virginie).
- 16 novembre, campagne de Knoxville : victoire de l'Union à la bataille de Campbell's Station dans le comté de Knox (Tennessee).
- 19 novembre : à Gettysburg lors de la cérémonie de consécration du champ de bataille qui a fait 51 000 victimes parmi les soldats de l'Union et de la Confédération entre le 1er et le 3 juillet 1863, le président Abraham Lincoln prononce un discours de deux minutes, (resté célèbre au cœur des Américains), le Gettysburg Address.
- 23-25 novembre, bataille de Chattanooga : bataille de Missionary Ridge. L'Armée de l'Union brise le siège de Chattanooga (Tennessee) et repousse les Confédérés en Géorgie.
- 29 novembre, campagne de Knoxville : victoire de l'Union à la bataille de Fort Sanders dans le Comté de Knox (Tennessee).

### Décembre
- 8 décembre : plan des 10 %. Dès que 10 % des votants à l’élection de 1860 auront prêté un serment d’allégeance à l’Union, et accepté ses décisions en matière d’esclavage, Washington en reconnaîtra les gouvernements que désigneront tous ceux qui auront juré fidélité.
- 14 décembre, campagne de Knoxville : victoire des Confédérés à la bataille de Bean's Station dans le comté de Grainger (Tennessee).

## Sans date précise
- Désertion accrue dans tous les États du Sud.
- Un demi-million d’esclaves prennent la fuite pendant la guerre. Nombre d’entre eux rejoignent l’armée de l’Union (200 000 Noirs dans l’armée et dans la marine, 38 000 tués au combat).
- Grèves touchant tous les corps de métiers pour réclamer des augmentations de salaires en compensation de l’inflation.
- Construction de l’usine hydroélectrique des chutes du Niagara.
- Le dôme actuel du Capitole des États-Unis à Washington est construit.
- Les Eckford de Brooklyn remportent le 7e championnat de baseball de la National Association of Base Ball Players avec 10 victoires et aucune défaite[8].
- Patrick Gilmore écrit When Johnny Comes Marching Home, chanson populaire de la Guerre de Sécession qui exprime le désir des personnes à voir leurs amis et leurs familles revenir de la guerre.

## Naissances
- 9 mars : Carl H. Eigenmann (mort en 1927), ichtyologiste.
- 29 avril : William Randolph Hearst, né à San Francisco et mort à Beverly Hills le 14 août 1951, est un homme d'affaires, magnat de la presse écrite.
- 24 mai : George Grey Barnard, (né à Bellefonte (Pennsylvanie), décédé le 24 avril 1938), était un sculpteur américain. Il grandit à Kankakee (Illinois). Il travailla dans l'atelier parisien de P. T. Cavelier (1883-1887) tout en fréquentant l'École des beaux-arts. Il resta à Paris pendant 12 ans. Après avoir connu le succès au Salon de 1894, il retourna aux États-Unis en 1896. L'influence du sculpteur français Auguste Rodin est perceptible dans son œuvre.
- 30 juillet : Henry Ford, constructeur automobile.
- 15 septembre : Horatio Parker, compositeur.
- 6 décembre : Charles Martin Hall (mort en 1914), ingénieur.
- 11 décembre : Annie Jump Cannon, astronome.
- 16 décembre : George Santayana est un écrivain et philosophe américain[9], né à Madrid et décédé le 26 septembre 1952, à Rome.

## Décès

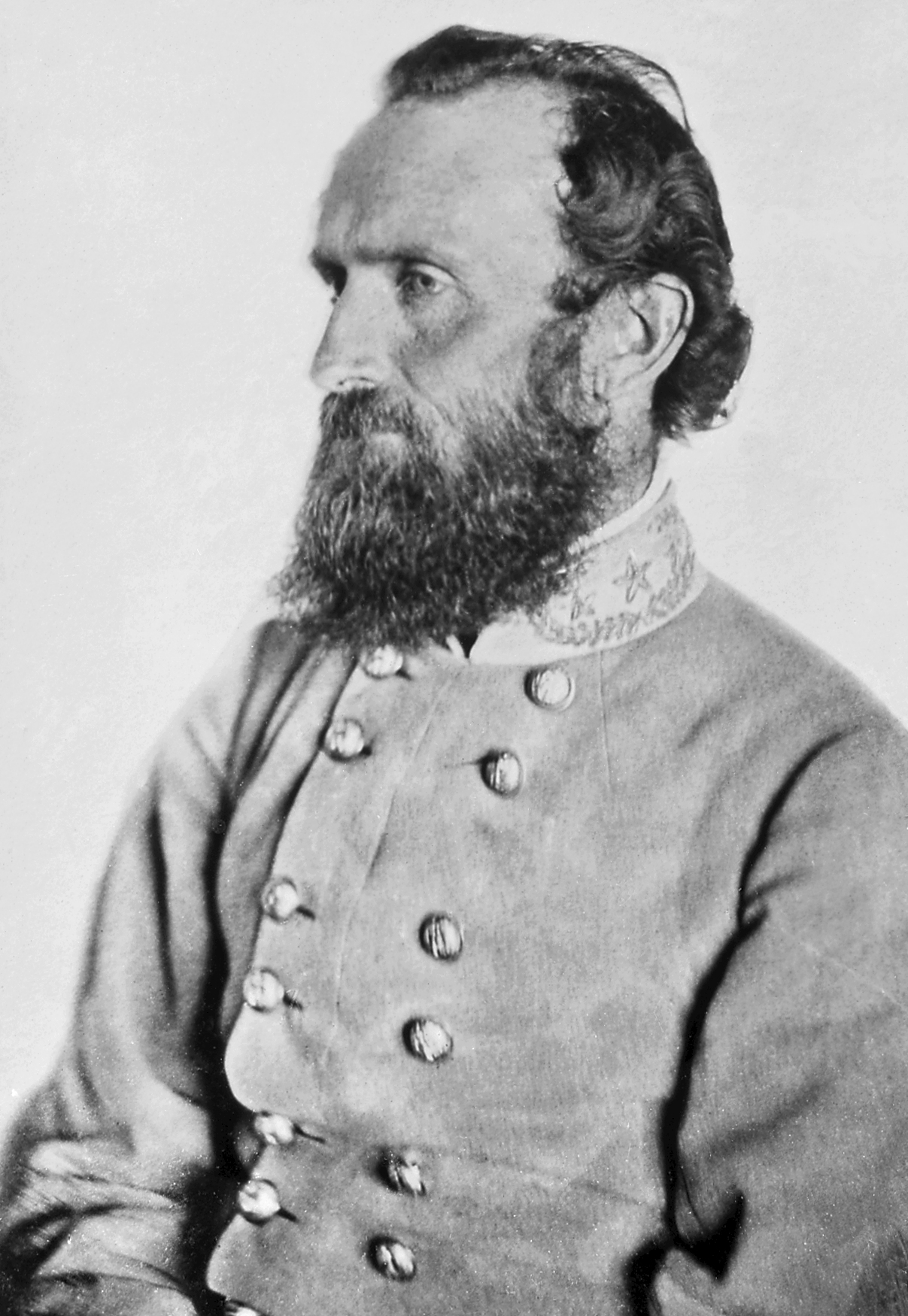
10 mai : Thomas Jonathan Jackson : Portrait pris le 26 avril 1863

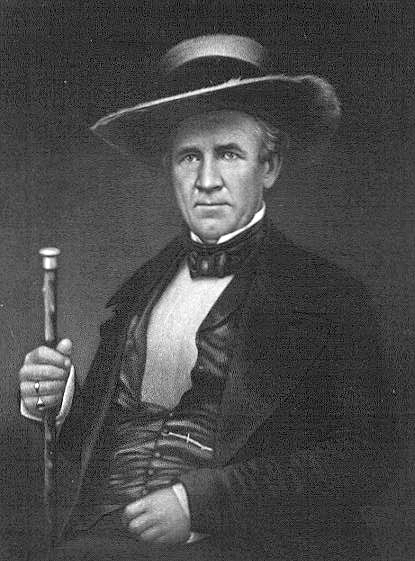
Samuel Houston

- 10 mai : Thomas Jonathan Jackson, né le 21 janvier 1824, commence sa carrière militaire en 1846 en tant que second lieutenant au 1er régiment d’artillerie de l’armée des États-Unis. En 1861, avant que la Virginie ne fasse sécession, il entre au service des États confédérés d'Amérique. Il est promu général de brigade. Explorant les lignes de l’ennemi il est blessé par ses propres soldats dans la nuit du 2 mai 1863.
- 5 juillet : Lewis Addison Armistead, (né le 18 février 1817), était un brigadier général confédéré durant la guerre civile américaine. Il a été mortellement blessé pendant la « charge de Pickett » à la bataille de Gettysburg.
- 26 juillet : Samuel Houston, né en Virginie, (né le 2 mars 1793), était un homme d'État, politicien et militaire américain. Il est l'une des figures principales de l'histoire du Texas. Il a été successivement président de la république du Texas, sénateur des États-Unis après que le Texas a rejoint l'Union et finalement gouverneur.

#### Articles généraux
- Histoire des États-Unis de 1776 à 1865
- Évolution territoriale des États-Unis
- Guerre civile américaine
- États confédérés d'Amérique
- Blocus de l'Union
- 54e régiment d'infanterie du Massachusetts

#### Articles sur l'année 1863 aux États-Unis
- Drapeau des États-Unis
- Gettysburg Address
- When Johnny Comes Marching Home
- Proclamation d'émancipation
- Draft Riots
- Massacre de Bear River
- Campagne de Bristoe
- Campagne de Gettysburg
- Campagne de Knoxville
- Campagne de Tullahoma
- Campagne de Vicksburg
- Raid de Morgan
- Première bataille d'Auburn
- Seconde bataille d'Auburn
- Bataille de Baxter Springs
- Bataille de Boonsboro
- Bataille de Brandy Station
- Bataille de Bristoe Station
- Bataille de Buckland Mills
- Bataille de Chancellorsville
- Ordre de bataille lors de la bataille de Chancellorsville
- Bataille de Chattanooga
- Bataille de Chickamauga
- Bataille de Culpeper Court House
- Bataille de Davis' Cross Roads
- Bataille de Fort Hindman
- Bataille de Funkstown
- Bataille de Gettysburg
- Bataille de Jackson
- Bataille de Manassas Gap
- Bataille de Missionary Ridge
- Bataille de Monterey Pass
- Bataille de Portland Harbor
- Bataille de la Stones River
- Ordre de bataille lors de la bataille de Stones River
- Bataille de Williamsport
- Seconde bataille de Rappahannock Station
- Siège de Vicksburg